# Нижнепыхтинское (сельское поселение)
Нижнепыхтинское — упразднённое муниципальное образование со статусом сельского поселения в Дебёсском районе Удмуртии Российской Федерации.
Административный центр — деревня Нижняя Пыхта.
Законом Удмуртской Республики от 30.04.2021 № 40-РЗ к 23 мая 2021 года упразднено в связи с преобразованием муниципального района в муниципальный округ.

## История
Статус и границы сельского поселения установлены Законом Удмуртской Республики от 14 июля 2005 года № 45-РЗ «Об установлении границ муниципальных образований и наделении соответствующим статусом муниципальных образований на территории Дебёсского района Удмуртской Республики»

## Население
| 2010 | 2012 | 2013 | 2014 | 2015 | 2016 | 2017 |
| ---- | ---- | ---- | ---- | ---- | ---- | ---- |
| 730  | ↘689 | ↘676 | ↘653 | ↘650 | ↘639 | ↘630 |
| 2018 | 2019 | 2020 |      |      |      |      |
| ↘599 | ↘596 | ↘568 |      |      |      |      |

## Состав сельского поселения
| № | Населённый пункт | Тип                             | Население |
| - | ---------------- | ------------------------------- | --------- |
| 1 | Ариково          | деревня                         | ↘180      |
| 2 | Большая Чепца    | деревня                         | →69       |
| 3 | Комары           | деревня                         | ↘60       |
| 4 | Лобаны           | деревня                         | ↗1        |
| 5 | Нижняя Пыхта     | деревня, административный центр | ↘278      |
| 6 | Роготнево        | деревня                         | ↘37       |
| 7 | Усть-Медла       | деревня                         | ↘64       |